# Tulostoma album
Tulostoma album es una especie de hongo del género Tulostoma, de la familia Agaricaceae, orden Agaricales. Fue descrita por Massee.

## Distribución
Se distribuye por Australia y Estados Unidos.